# إدوارد أكسفورد
إدوارد أكسفورد (بالإنجليزية: Edward Oxford)، (19 أبريل 1822 - 23 أبريل 1900)، أول شخص من الثمانية أشخاص الذين حاولوا اغتيال الملكة فيكتوريا. وبعد اعتقال أكسفورد واتهامه بالخيانة، وجدت هيئة المحلفين أن أكسفورد لم يكن مذنبا بسبب الجنون وتم حجزه عند سعادة جلالة الملكة في ملجأ الدولة للمجرمين المجانين وبعد ذلك نقل إلى مستشفى برودمور، وقبل الإفراج المشروط عنه نقل إلى مستعمرة بريطانية؛ ثم عاش ما تبقى من حياته في أستراليا.